# حمام بی‌بی
حمام بی بی مربوط به دوره قاجار است و در کرمانشاه، خیابان نواب صفوی، نزدیک بازار چال حسن خان واقع شده و این اثر در تاریخ ۲ آبان ۱۳۸۲ با شمارهٔ ثبت ۱۰۵۴۵ به‌عنوان یکی از آثار ملی ایران به ثبت رسیده است.